# 일리노이 센트럴 철도

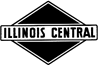
로고

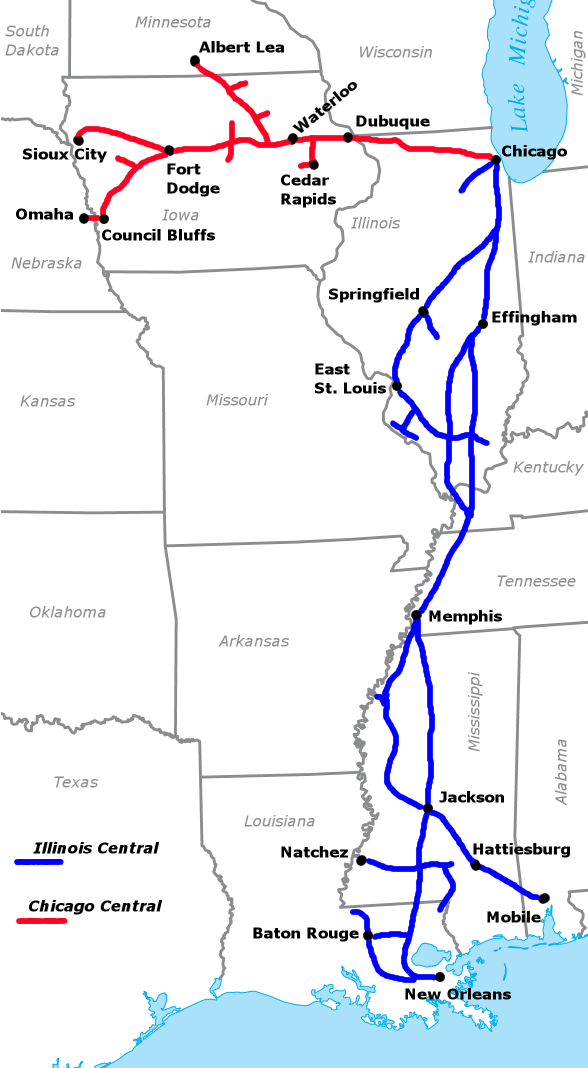
파란색이 일리노이 철도이다.(1996년)

일리노이 센트럴 철도(Illinois Central Railroad, 보고 마크 IC, Main Line of Mid-America)는 미국 중부의 철도였다. 주요 노선은 일리노이주 시카고와 루이지애나주 뉴올리언스, 앨라배마주 모빌 (앨라배마주), 그리고 오대호를 거쳐 멕시코만까지 연결되었다. 또 다른 노선은 시카고 서쪽을 아이오와주 수시티(1870년)와 연결했고, 작은 지점은 아이오와주 포트닷지에서 네브래스카주 오마하(1899년)에, 아이오와주 체로키에서 사우스다코타주 수폴스(1877년)에 도달했다. IC는 또한 다른 철도가 소유한 선로를 통해 플로리다주 마이애미까지 운행했다.
1851년에 설립된 IC는 연방 토지 보조금을 통해 부분적으로 건설 자금을 조달한 많은 미국 철도 중 최초의 철도였다. 캐나디안 내셔널 철도(Canadian National Railway)는 1998년에 IC의 통제권을 인수했고 이듬해에 그 운영을 흡수했다. 일리노이 센트럴 철도는 비영업 자회사로서 기업의 존재를 유지한다.